# Alameda, Kalifornija
Alameda je grad u američkoj saveznoj državi Kalifornija. Prema popisu stanovništva iz 2010. u njemu je živjelo 73,812 stanovnika.